# Feike Sijbesma
Feike Sijbesma, uitspraak Siebesma, (Nieuw-Loosdrecht, 25 augustus 1959) is een Nederlands bestuurder. Sinds 2021 is Sijbesma voorzitter van de raad van commissarissen voor Philips. Van 2007 tot 2020 was hij bestuursvoorzitter bij DSM.

## Biografie
Sijbesma studeerde medische biologie aan de Universiteit Utrecht en bedrijfskunde aan de Erasmus Universiteit Rotterdam. In 1987 begon hij zijn carrière bij Gist-Brocades als strategisch planner bij de divisie Industrial Pharmaceutical Products. Drie jaar later werd hij directeur Marketing & Sales bij deze divisie.
Vanaf 1993 gaf hij leiding aan het onderdeel Savoury Ingredients en in 1995 werd hij benoemd tot directeur van de divisie Food Specialties, waarvan Savoury Ingredients inmiddels een businessunit was geworden. In datzelfde jaar trad hij toe tot de raad van bestuur van Gist-Brocades. In 1998, na de overname van Gist-brocades door chemie-multinational Koninklijke DSM, werd hij directeur van de businessgroep DSM Food Specialties.
In 2000 trad Sijbesma toe tot de raad van bestuur van DSM. In 2002 en 2003 leidde hij de overname van de vitamine- en fijnchemiedivisie van het Zwitserse farmacieconcern Roche. In de jaren daarna leidde hij de integratie van deze divisie met DSM, naast zijn overige verantwoordelijkheden als bestuurslid. In 2007 werd Feike Sijbesma bestuursvoorzitter van DSM. In februari 2020 is hij afgetreden en opgevolgd door Geraldine Matchett en Dimitri de Vreeze. Sijbesma is vervolgens benoemd als erevoorzitter van DSM. Hij was 13 jaar voorzitter en onder zijn leiding transformeerde DSM van een grote producent van bulkchemicaliën naar een aanbieder van specialistische materialen en voedingsingrediënten als vitamines, vetzuren, enzymen, gist-extracten, etc. met duurzaamheid en innovatie als belangrijkste drijfveren. Sijbesma is pleitbezorger van vrouwen aan de top.
Na zijn vertrek bij DSM werd hij vanaf 1 maart 2020 co-voorzitter met (oud-VN secretaris generaal) Ban Ki-moon van het wereldwijde centrum voor klimaatadaptatie (GCA), een VN-samenwerkingsverband om adaptiemaatregelen voor een klimaatbestendig wereld te versnellen. Hij leidt het Africa Improved Foods-initiatief met als doel om honger in Afrika uit te bannen. In 2021 is Sijbesma benoemd als eerste champion (ambassadeur) van het Wereldvoedselprogramma (WFP) van de Verenigde Naties. Sijbesma is lid van de toezichtsraad van het World Economic Forum, klimaatleider van de Wereldbank (met name gericht op CO2-beprijzing) en lid van de externe adviesraad van het IMF.

### Overige functies
- Lid raad van commissarissen Unilever N.V. en plc (sinds 2014);
- Voorzitter raad van commissarissen Koninklijke Philips (sinds 2021);[14]
- Senior advisor van de raad van toezicht van The Ocean Cleanup.[15]

Eerder bekleedde Feike Sijbesma o.a. de volgende functies:
- Lid Nederlands Innovatieplatform 2.0 (2007-2010);[16]
- Lid Raad van Toezicht Universiteit Utrecht (2003-2011);[17]
- Lid Raad van Toezicht Nederlands Kanker Instituut/Antoni van Leeuwenhoek Ziekenhuis (NKI/AVL) (2012-2014);[18]
- Lid Raad van Toezicht Nationaal Regie Orgaan Genomics;[19]
- Voorzitter Chemical- en Consumer Goods Governors van het World Economic Forum (2008-2010, 2017-2020);[11]
- Oprichter en co-voorzitter van de alliance of CEO climate leaders (WEF);[20]
- Lid raad van commissarissen De Nederlandsche Bank (2012-2023);[21]
- Speciaal gezant voor het kabinet om diverse aspecten rondom de coronacrisis te adresseren (2020).[22][23]

## Onderscheidingen
- Most Distinguished Alumni award – RSM Erasmus Universiteit Rotterdam (2009)
- Humanitarian of the Year Award – Verenigde Naties (2010)
- Leaders of Change Award – Verenigde Naties (2011)
- George Washington Carver Award for Biotechnology (2011)[24]
- Eredoctoraat Universiteit Maastricht (waardecreatie voor alle stakeholders) (2012)
- Duurzaam Lintje (2016)[25]
- Eredoctoraat Rijksuniversiteit Groningen (2020)[26]
- Grootofficier in de Orde van Oranje-Nassau (2021)[27]
- The Netherlands America Foundation: Adams – Van Berckel Award (2022)[28]

## Trivia
- Eind 2018 werd Sijbesma door de Volkskrant uitgeroepen tot invloedrijkste Nederlander.[29]
- Fortune betitelde Sijbesma in 2018 als een van "world's greatest leaders" (#44).[30]
- Harvard Business Review betitelde Sijbesma in 2019 als een van 's werelds meest succesvolle CEO (#42).[31]
- In 2022 werd Sijbesma verkozen als erelid van de Nederlandse Biotechnologie Vereniging.[32]

## Privéleven
Feike Sijbesma is getrouwd en heeft twee zoons.